# Vere Ponsonby, 9.º Conde de Bessborough
Vere Brabazon Ponsonby, 9.º Conde de Bessborough, (Londres, 27 de outubro de 1880 - 10 de março de 1956) foi o 14º Governador-geral do Canadá, de 1931 a 1935.
Ponsonby nasceu e obteve a sua educação na Inglaterra, obtendo uma licenciatura em Direito pela Universidade de Cambridge, entrando depois para a política onde serviu como membro do London County Council antes de ser eleito em 1910 para a Câmara dos Comuns do Reino Unido.